# Argyreia acuta
Argyreia acuta là một loài thực vật có hoa trong họ Bìm bìm. Loài này được Lour. mô tả khoa học đầu tiên năm 1790.